# 소태역
소태역(Sotae station, 所台驛)은 광주광역시 동구 소태동에 있는 광주 도시철도 1호선의 지하철역으로, 녹동역부터 금남로5가역까지를 관장하는 관리역이다. 대부분의 열차가 이 역에서 시·종착을 하며, 현재 광주 도시철도 1호선의 정식 기점이기도 하다. 역 인근에 용산차량사업소가 있어서 기지 입고를 위하여 이 역에서 시·종착하는 경우도 있으며, 일부 편성은 소태역에서 종착하지 않고 용산차량사업소 옆에 병설된 녹동역에 들어갔다가 돌아온다. 이 역부터 도산역까지 지하 구간이다. 증심사천 하저터널로 학동·증심사입구역과 연결된다. 이 역부터 남광주역까지 계속 상대식 승강장이다.

## 역 구조
출입구는 4개가 개설되어 있으며 모두 남문로 길가에 있다. 그 중 1번 출입구는 지상 역사의 형태로 되어 있다. 2면 2선의 상대식 승강장이며,승강장에 스크린도어가 설치되어 있다.

### 승강장
| 녹동 ↑            |
| \| 상             |
| ↓ 학동·증심사입구 |

| 상행 | ● 광주 도시철도 1호선 | 녹동 방면 |
| 하행 | ● 광주 도시철도 1호선 | 평동 방면 |

## 역 주변
- 무등산 골드클래스 2차
- 광주용산초등학교
- 동산타워아파트
- 동일전자정보고등학교
- 지원정수장
- 광주남초등학교
- 대명아파트
- 지원치안센터
- 화순 방면
- 소태역시외버스정류소
- 한국아파트
- 지원2동행정복지센터
- 동일미래과학고등학교
- 설월여자고등학교
- 전남노회(통합)회관 원지교방면
- 지원정수장
- 지원1동행정복지센터
- 지원중학교
- 대아아파트
- 광주영락교회

## 승차량 변동
2006년까지의 양은 홈페이지를 통해 공개된 바는 없다.

## 사진

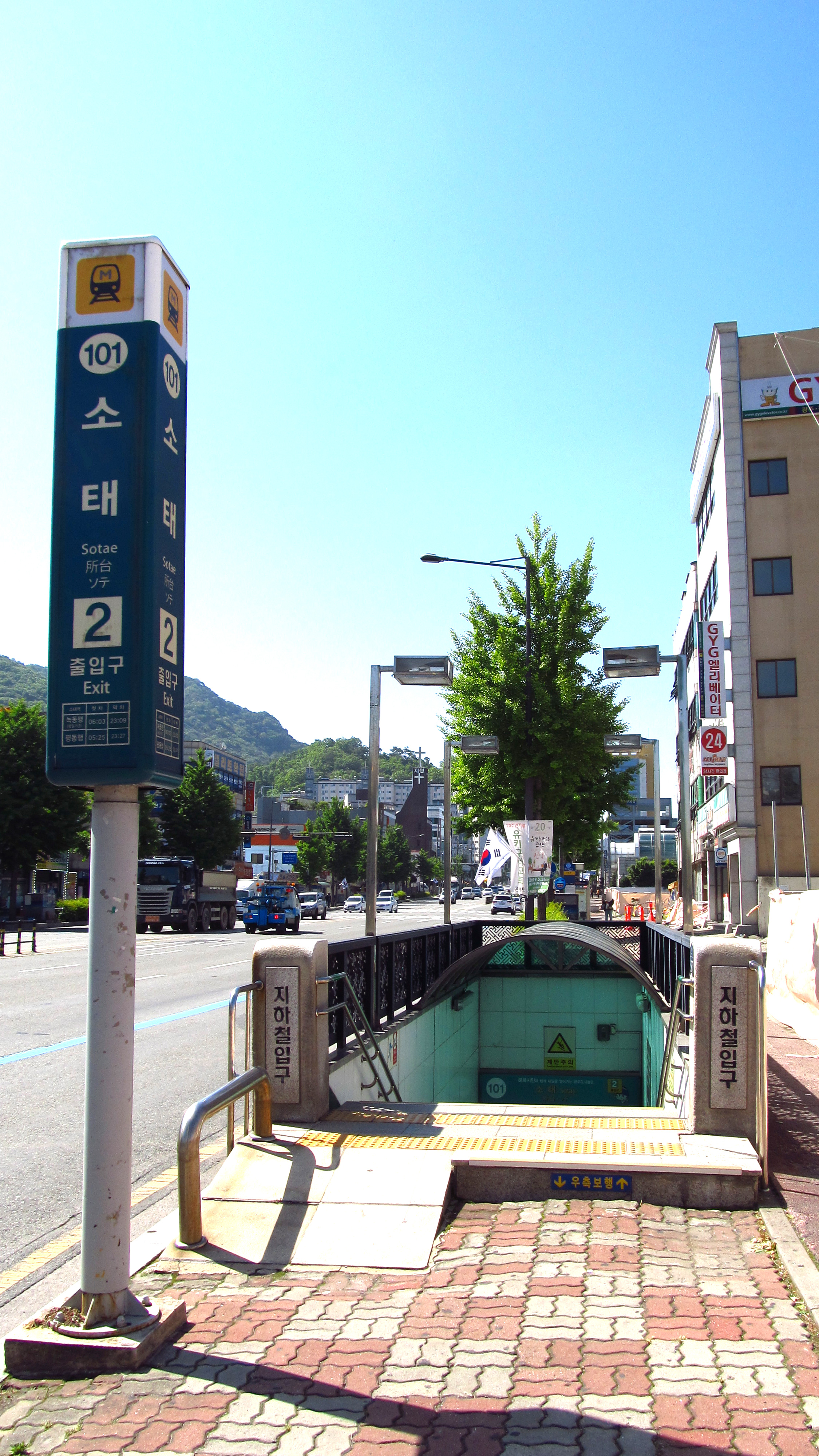
2번 출입구
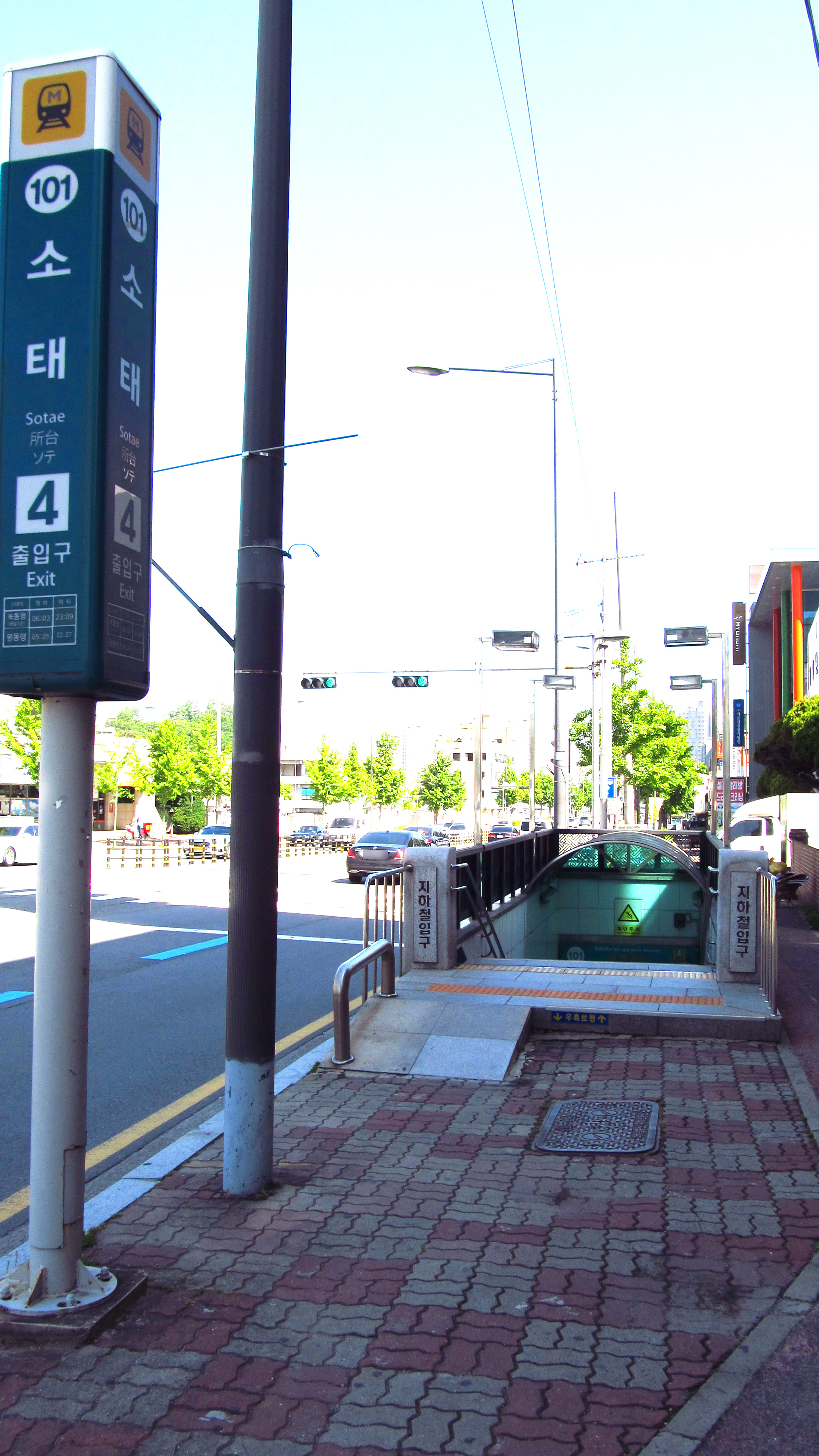
4번 출입구
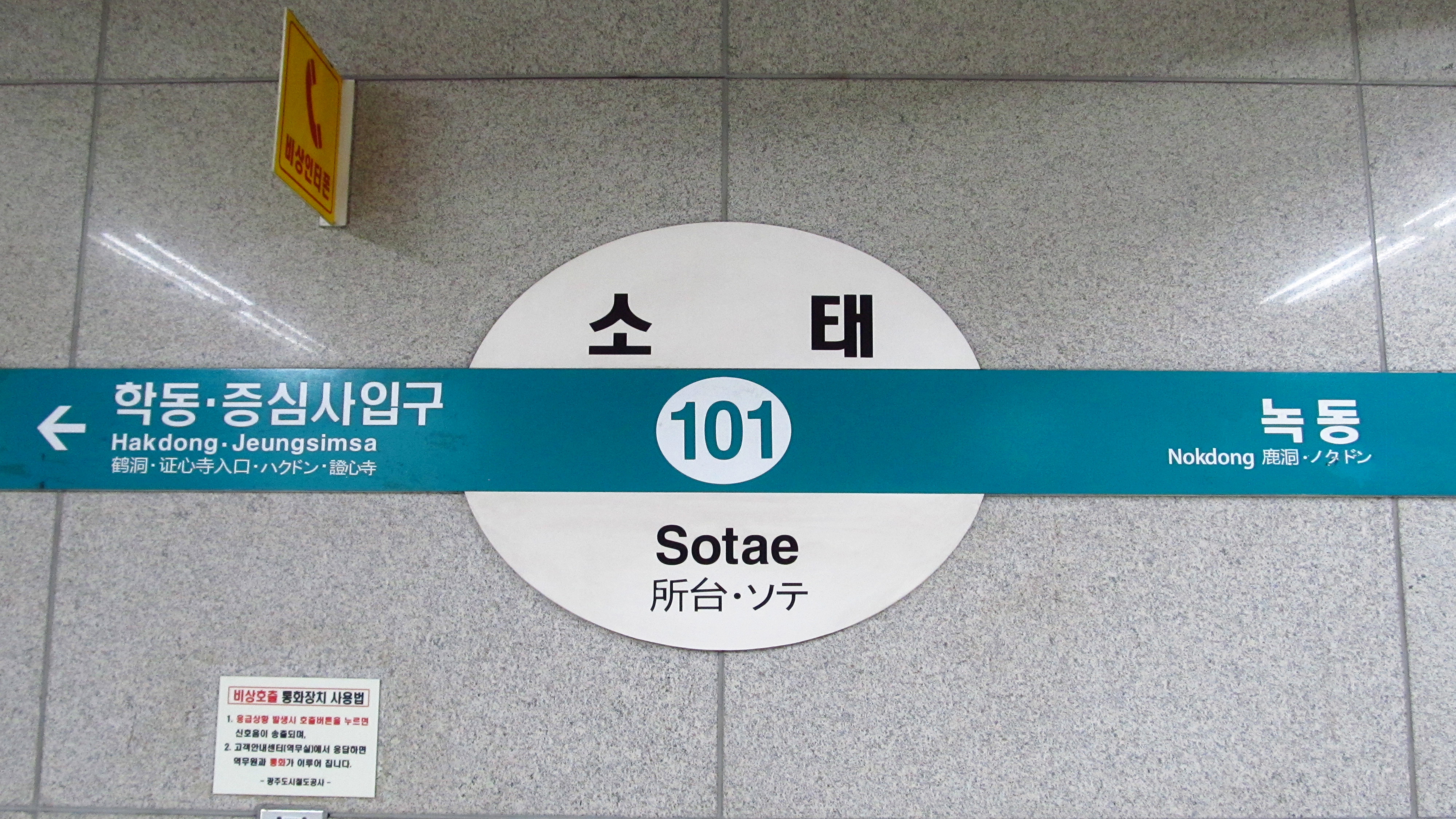
평동 방향 역명판

## 인접한 역
| 광주 도시철도 1호선 | 광주 도시철도 1호선   | 광주 도시철도 1호선           |
| ------------------- | --------------------- | ----------------------------- |
| 100 녹동 방면       | ● 광주 도시철도 1호선 | 102 학동·증심사입구 평동 방면 |